# Most Mánesa
Most Mánesa (cz. Mánesův most) – most na Wełtawie, w Pradze, stolicy Czech. Ma 186 metrów długości i 16 m szerokości. Wiedzie po nim linia tramwajowa. Łączy staromiejski plac Jana Palacha z malostanskim Klárovem (okolice stacji metra Malostranská).
Most otworzono w 1914 (w pełni ukończono w 1916). Początkowo nosił imię arcyksięcia Franciszka Ferdynanda d'Este; zaś od 1920 upamiętnia Josefa Mánesa.